# 14501 Tetsuokojima
14501 Tetsuokojima eller 1995 WA8 är en asteroid i huvudbältet som upptäcktes den 29 november 1995 av den japanska astronomen Takao Kobayashi vid Ōizumi-observatoriet. Den är uppkallad efter den japanske amatörastronomen Tetsuo Kojima.
Asteroiden har en diameter på ungefär 2 kilometer.